# Національний парк Лушань
Національний парк Лушань (кит.: 庐山, піньїнь: Lúshān) — національний геологічний парк в китайській провінції Цзянсі, є одною з найвідоміший гір Китаю. Має тривалу і поважну культурну історію, адже з Лушань пов'язана діяльність багатьох діячів даосизму та буддизму. Крім того, його часто відвідували відомі китайські поети і художники. Координати 29°34′21″ пн. ш. 115°58′24″ сх. д. / 29.57250° пн. ш. 115.97333° сх. д.. У 1996 році включено до Всесвітньої спадщини ЮНЕСКО.

## Опис
Лушань займає площу 302 км2. Цей гірський масив розташовано на південь від річки Янцзи (адміністративно це місто Лушань на півночі провінції Цзянсі). Розташовано близько від сейсмічнонебезпечних районів. У 2005 році у 30 км від Лушань стався землетрус 5,7 бали за шкалою Ріхтера.
З півдня він омивається озером Поянху. Гірські хребти навколо Лушань круті, а центральна частина досить пласка, такі гори називають горами з профільним ландшафтом. Водночас верхівкі мають овальну форму, 25 км завдовжки і 10 км завширшки. Головна вершина Даханьянфен досягає висоти 1474 м над рівнем моря. Загалом в цьому районі налічується більше 170 знаних гірських піків і вершин, таких, як «Шансофен», «Ханьполін», «Шуанцзяньфен». 190 днів на рік їх огортають тумани.
Розташовано у субтропічному поясі, тут часті мусонні опади. Середньорічна температура становить близько 11,6℃, найспекотнішим місяцем є липень, коли температура сягає 22.2 °C (найвищий показник зафіксовано у 32 °C у 1966 році). Тут доволі довга зима із середньою температурою близько 0 °C (найнижча у 16.8 °C зафіксована у 1970 році).
Між горами дзюрчать стрімкі струмки і спадає безліч водоспадів, найвідоміші серед них «Кайсянь», «Саньдецюань» (висота 155 м), «Шіменьцзянь». На висоті 400 м і нижче присутні червоні ґрунти, на висотах від 400 до 1200 м — жовтні, на висоті від 1200 м і вище — коричневі. Гірською рослинністю оховлено 76,6 % загальної території. Зелені гори, річки, озеро невіддільні одне від одного і складають величну панораму гір Лушань. Загалом тут у дикій природі представлено 1720 видів рослин з 210 родин.
Найвідомішими місцями є «П'ять старих піків», «Безсмертні печери», «Печерна академія Білого оленя», озеро Люлін (1040 м над рівнем моря), Ботанічний сад Лушань (у 300 га, присутньо 3400 видів рослин), Бамбуковий храм, Міст Гуаньїнь, «Сад персикової квітки».

## Історія
Відповідно до досліджень вчених розвиток масиву лушань розпочався близько 1 млрд років тому. Остаточно формування завершено бл. 10 тис. років тому. Тут розташовувалися четвертинні льодовики.
Перші легенди, пов'язані з Лушань відносять до часів династії Чжоу. Вперше ці гори згадуються в історичному літописі «Ши Цзі» під ім'ям Куанлу (匡庐), про що засвідчив історик Сима Цянь у 126 році до н. е..
Споконвіку гори Лушань відомі як гори небожителів. У давнину тут займалися чарами. З виникненням даосизму і поширенням буддизму саме тут даоси і ченці прославляли свою теорію і приймали своїх учнів.
Гори Лушань стали релігійної колискою феодального Китаю. Протягом 800 років, починаючи з династії Східна Цзінь і особливо в часи династії Північна Сун в Лушані було побудовано безліч храмів, буддиських пагод і монастирів. Відомий цзіньський майстер Хуейюань у 402 році спорудив в цих горах храм Дунліньси і відкрив свою школу «Цзінтуфамень» («Рай і шлях до буддизму»). Саме в цей час широко поширювалися ідеї китайського буддизму та ведення відлюдницького життя.
Також здавна Лушань відвідували відомі поети й вчені, зокрема Тао Юаньмін, Ван Січжи, Лі Бо, Бо Цзюй-і, Су Дунпо, Су Ши, Лу Ю, Чжоу Дуньї. Збережена нині вища школа «Байлудун» була місцем вчення танського вченого Лі Бо. Тут викладав неоконфуцианець Чжу Сі.
З 1885 року священики і торговці з Росії, Англії, США, Франції, Німеччини, Італії, Японії, загалом з 20 країн, китайські мілітаристи, сановні і важливі особи будували тут свої резиденції та дачі. Ці процеси особливо прискорились, починаючи з 1895 року. У 1930-1940-х роках тут розташовувалася літня резиденція президента Китайської Республіки Чан Кайши. У 1959, 1961 та 1970 роках в ціх місцях проходили партійні конференції Комуністичної партії Китаю під головуванням Мао Цзедуна.
Прощі в гори Лушань китайських і іноземних туристів швидко підняли на нову висоту парково-дачне місто на вершині гір Лушань. У цих горах мирно співіснують римська і грецька церква, споруди візантійської архітектури, яка з'єднала східне і західне мистецтво воєдино, японські будиночки та ісламські мечеті. Серед світових гірських курортів Лушань користується особливою славою.
У 1996 році Комітет світової спадщини ЮНЕСКО так оцінила світове значення гір Лушань: «Історична спадщина Лушань являє собою багатющу культурну панораму, яка своїм особливим способом злилася воєдино з природою, і яка, безсумнівно, тісно пов'язана з духом і культурним життям китайської нації».